# 宮古発電所
宮古発電所（みやこはつでんしょ）は、沖縄県宮古島市にある沖縄電力の火力発電所。

## 発電設備
- 総出力：1.5万kW[1]

1号ガスタービン
発電方式：ガスタービン発電方式
定格出力：5,000kW
使用燃料：重油

2号ガスタービン
発電方式：ガスタービン発電方式
定格出力：5,000kW
使用燃料：重油

3号ガスタービン
発電方式：ガスタービン発電方式
定格出力：5,000kW
使用燃料：重油